# Nuuk
Nuuk (grönländskt uttal: [nuːk]; tidigare danskt namn: Godthåb, danskt uttal: [ˈkʌtˌhɔˀp]) är huvudstaden på Grönland, som är en autonom region inom Kungariket Danmark med en hög grad av egen beslutsrätt, "selvstyre". Nuuk är Grönlands största stad med 16 181 invånare (2012). Staden grundades 1728 av den dansk-norska prästen Hans Egede, som skickades till Grönland av den danska kungen för att hitta nordmän. Dock bodde inte nordmännen längre på Grönland. Hans Egede mötte istället de grönländska inuiterna, som hade haft bosättningar i Nuukområdet i århundraden.
Nuuk ligger vid mynningen av det vidsträckta fjordsystemet Nuup Kangerlua på Grönlands västkust cirka 240 kilometer söder om norra polcirkeln. Nuuk är centralort i Sermersooq kommun – den näst största av fyra grönländska storkommuner, som bildades vid kommunalreformen den 1 januari 2009. Sermersooq kommun är lika stort som Frankrike och har cirka 21 000 invånare.
Staden har givit namn åt flera vägar i Danmark. Således finns det en Godthåbsvej på Frederiksberg samt i Frederiksværk, Herning, Silkeborg, Hillerød, Odense, Østermarie och Vanløse. Dessutom är Nuuks Plads station vid Jagtvej i Köpenhamn uppkallad efter staden.

## Historia

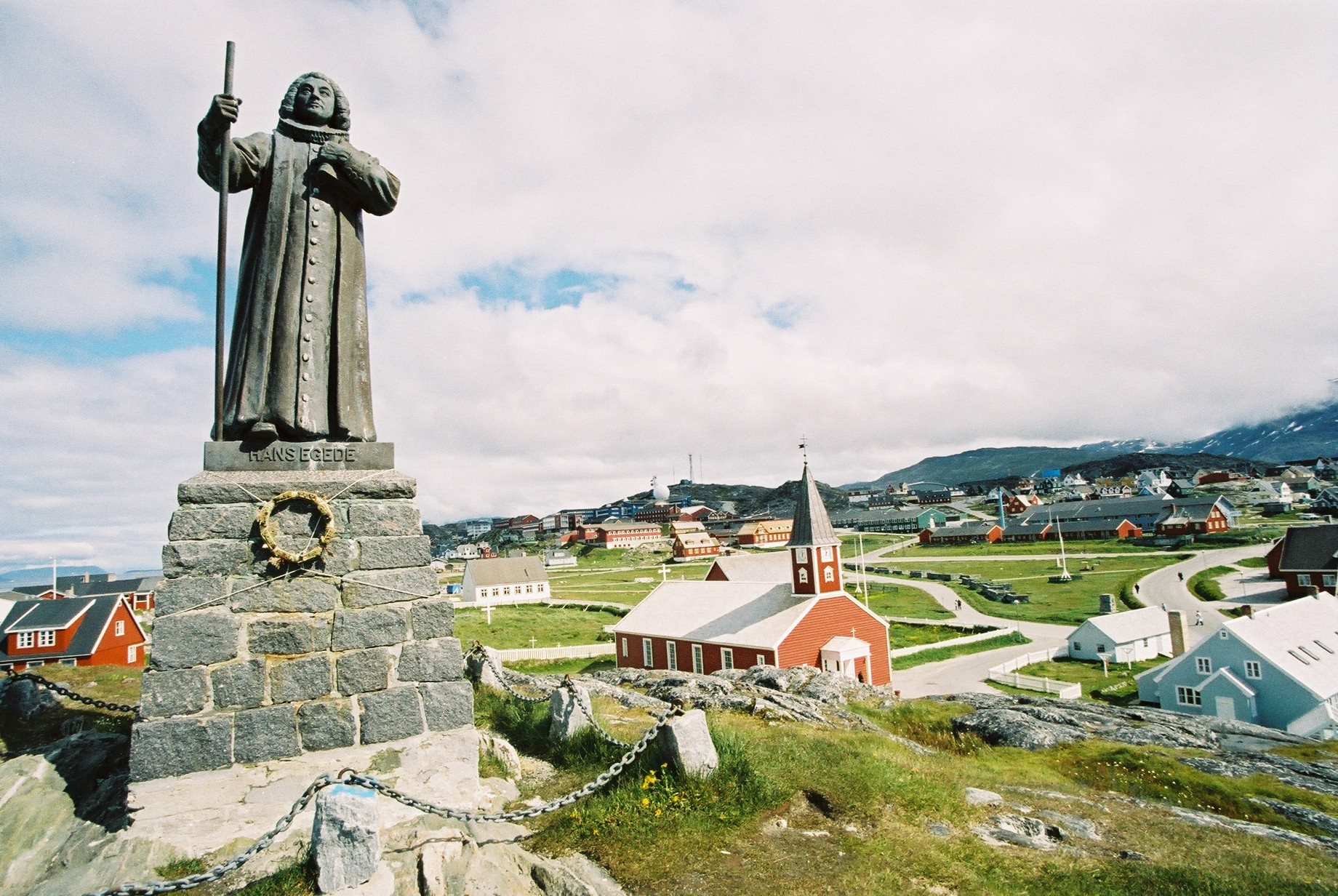
Staty över Hans Egede.

Nuuk (Godthåb) grundades 1728 av den dansk-norska missionären Hans Egede, efter att han flyttade från Håbets Ø, där han ankom 1721. Redan det första året i Nuuk, skickade Fredrik IV av Danmark på Hans Egedes begäran tre fregatter till Grönland. Dessa tog med sig personal och material till att bygga ett fort. Den största delen av personalen bestod av fångar och prostituerade, många dog under de första åren av en smittkoppsepidemi men även andra sjukdomar. 1730 lämnade guvernören och det mesta av befolkningen området, och 1736 lämnade även Hans Egede Grönland, varefter herrnhutarnas missionärer tog över området.
På 1850-talet var Grönland – och i synnerhet området runt Nuuk – i stor kris. Européerna hade tagit med sjukdomar och en kultur, som krockade med grönlänningarnas, och många grönlänningar levde i fattigdom. 1853 ankom Hinrich Rink till Grönland, och han såg att grönlänningarna hade tappat en stor del av sin kultur och identitet. Därför startade han Grönlands första tidning Atuagagdliutt 1861; tidningen fick en infödd grönlänning som redaktör. Denna tidning kom senare att betyda mycket för den grönländska självförståelsen, men med ursprung i Nuuk.
Under andra världskriget fanns det återigen ett hopp i återställandet av den grönländska identiteten. Samuel Kleinschmidt reformerade och uniformerade den grönländska rättskrivningen. Det betydde att grönlänningarna nu hade ett gemensamt skriftspråk, och därefter samlades ett landsråd under Eske Bruns ledning i Nuuk. 1940 upprättades dessutom ett amerikanskt och ett kanadensiskt konsulat i Nuuk – och sedan dess har flera konsulat kommit till. Landsrådet blev i en rapport från 1946 fortfarande indelat i en nord- och en syddel, men höll gemensamma möten vartannat år. I samband med den nya förordningen 1950 lades de två landsråden tillsammans till ett. 
Landsrådet lades ner den 1 maj 1979, när Grönlands hemstyre bildades. Sedan dess ligger Grönlands landsting (Inatsisartut), Grönlands regering och landets centraladministration i Nuuk.

### Historiska byggnader i Nuuk

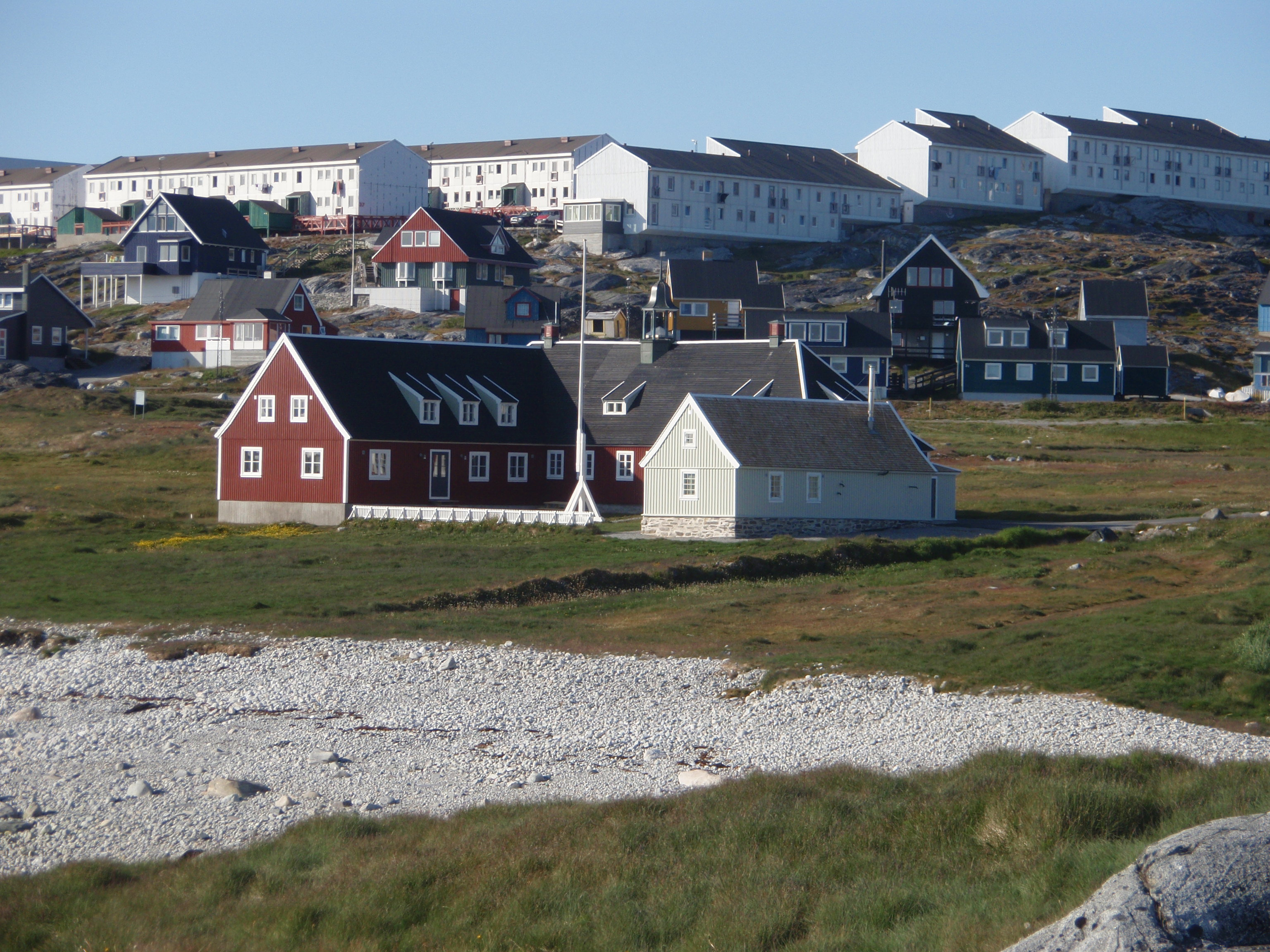
Herrnhutmissionens gamla byggnad.

De mähriska herrnhutarna var aktiva på de flesta områden på Nuuks västkust.I Nuuks södra del finns Herrnhutmissionens gamla byggnader. som idag används av Grönlands universitet, Ilisimatusarfik.
Grönlands högskola (Ilinniarfissuaq) i Nuuk har i mer än 150 år varit bas för lärarutbildningen. Tidigare stod högskolan också för utbildningen av konfirmander. Flera av Grönlands mest framstående politiker har examen från Ilinniarfissuaq.
Kolonihavnen i stadens centrum är den äldsta stadsdelen i Nuuk , där bl.a. Grönlands domkyrka, Annaassisitta Oqaluffia är belägen. Dessutom kan man hitta bl.a. Grönlands nationalmuseum och Hans Egedes Hus, som Grönlands självstyre idag använder till representativa ändamål.

### Stadens utveckling
Nuuk består av tre stora stadsdelar. Midtbyen, som har varit bebodd i århundraden, är stadens och Grönlands politiska och kulturella centrum. Här ligger Sermersooq kommuns centraladministration och Grönlands självstyres centraladministration. Stadens butiker, kaféer, restauranger och kulturella institutioner ligger också här, särskilt i områdena vid Imaneq, Aqqusinersuaq och på Spindlers Bakke. 
Nuussuaq, som bildades i slutet av 1970-talet och byggdes ut på 1980-talet, är den näst största stadsdelen. Nuusuaq kännetecknas av låga byggnader i skarpa färger, och ligger på ett stort bergsområde som genomkorsas av en tunnel. 
Qinngorput, där de första bostäderna togs i bruk 2003, är den moderna stadsdelen i Nuuk och den del av staden där det uppförs mest nybyggnationer. Dessutom finns det en rad mindre stadsdelar som exempelvis Qernertunnguanut, ett bostadsområde mellan Nuuk och Nuussuaq. Midtbyen och Qernertunnguanut ligger i postnummer 3900, medan Nuussuaq och Qinngorput ligger i postnummer 3905.

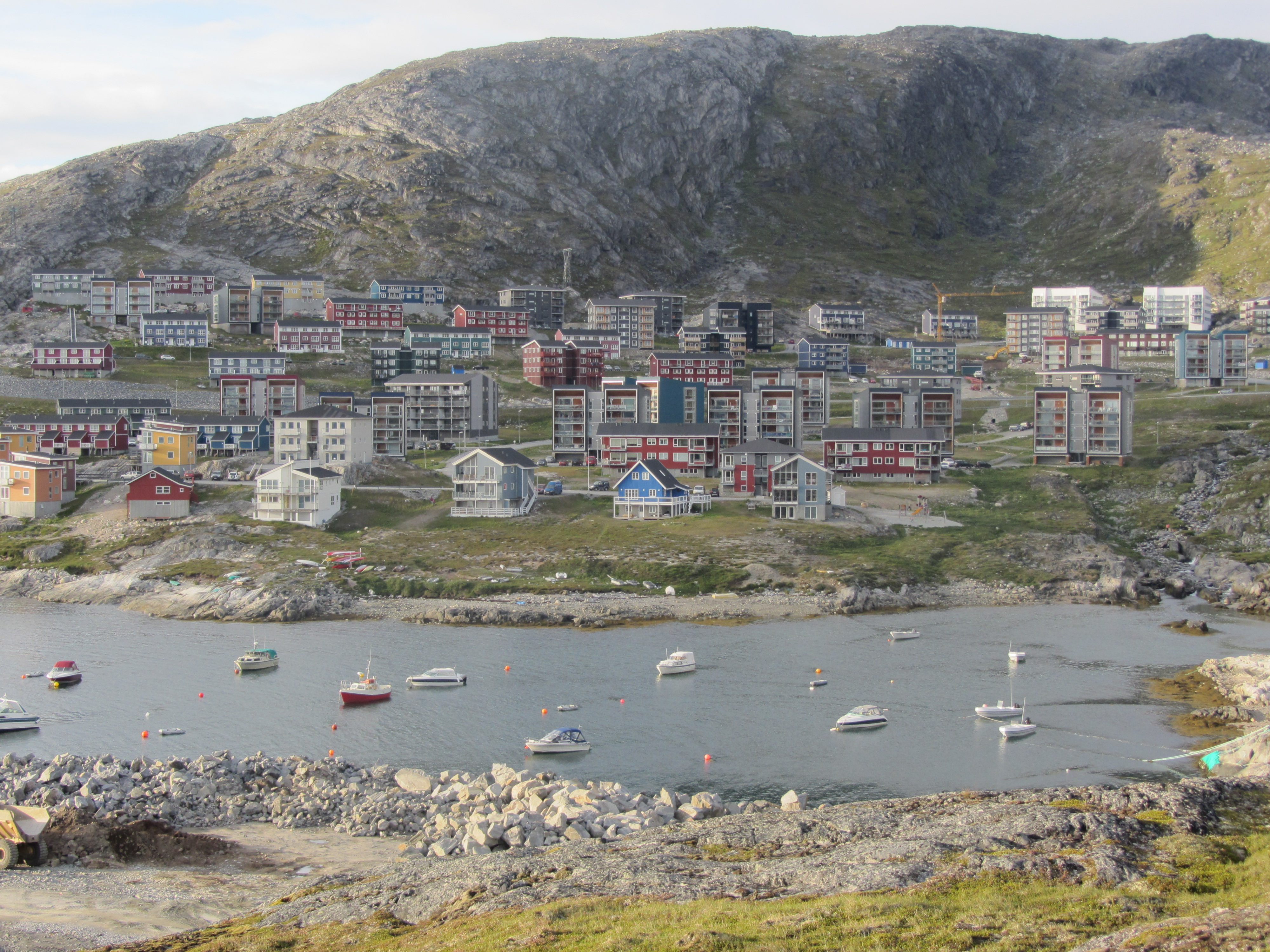
Qinngorput vid Store Malene.

Midtbyen växte ut från den gamla kolonihamnen. Den historiska bebyggelsen vid kolonihamnen skiljer sig väsentligt från Nuuks övriga kvarter. Dessa senare kännetecknas av moderna bebyggelsesformer som till exempel Myggedalens enfamiljshus eller Store Slettes betongblock, som uppfördes på 1960-talet och 1970-talet. Bostadshuset Blok P, som var känt som Grönlands största hus, hyste nästan en procent av landets befolkning. Huset revs 2012; de boende i huset flyttades till Qinngorput.
Nuuk har inga parker med träd, då staden ligger norr om trädgränsen i den lågarktiska regionen. Det finns däremot flera rekreationsområden och torg, samt flera markerade vandringsleder i och runt stan.

## Geografi
Nuuk ligger intill Davis sund mellan Grönland och Kanada. Staden ligger i den sydvästra delen av Grönland och i utkanten av ett av världens största och mest grenade fjordsystem, Godthåbsfjorden (Nuup Kangerlua). I fjorden hittar man bland annat de två bygderna Kapisillit och Qeqertarsuatsiaat med respektive 68 och 248 invånare (2007), och där ligger flera sommarhusområden – ofta i nedlagda bygder. Mittemot Nuuk på andra sidan av fjorden ligger ett relativt platt markområde, Nordlandet (Akia), där det bland annat finns goda förutsättningar för renjakt .

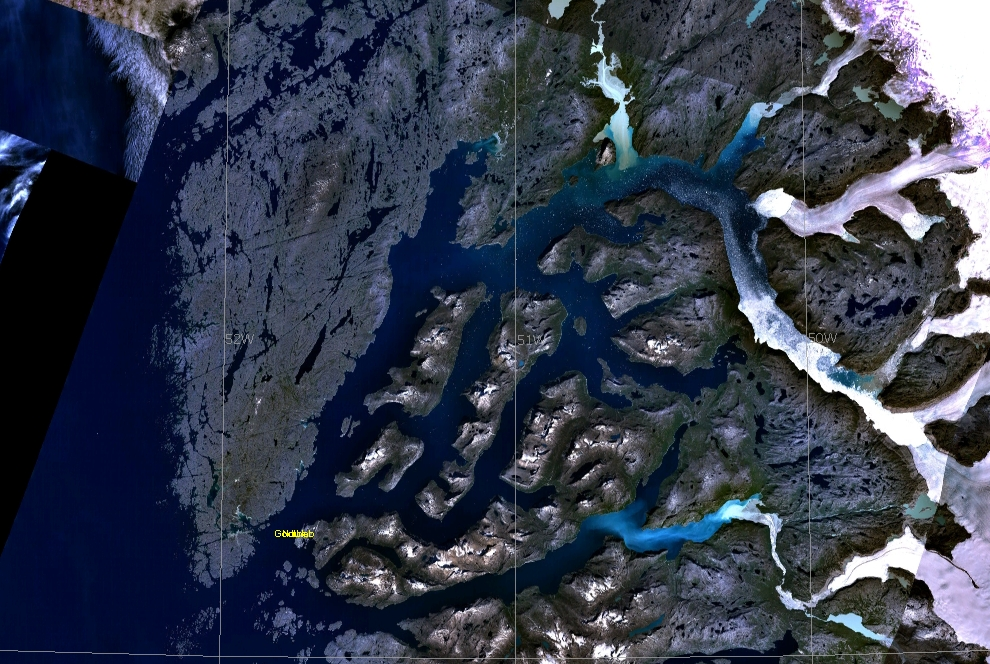
Godthåbsfjorden

Från botten av Godthåbsfjorden kan man gå in till inlandsisen. I fjordsystemet lever utöver havsdjur som sälar, valar och fisk också rendjur, snöharar och polarrävar m.m. Isbjörnen har tidigare varit en mycket sällsynt besökare i Godthåbsfjorden, men idag ses isbjörnen oftare i området .
Bergen omkring Nuuk omfattar landmärket Sermitsiaq, som har gett namn till en landstäckande tidning. Sermitsiaq är 1 207 meter hög och hör, tillsammans med bergen Lille Malene (ca. 450 m.), Store Malene (ca. 770 m.) och Hjortetakken (ca. 1190 m.), till de berg som omger Nuuk.

### Klimat[9]
| \| J \| F \| M \| A \| M \| J \| J \| A \| S \| O \| N \| D \| \| 40 −5 −10 \| 47 −5 −11 \| 49 −5 −11 \| 47 −1 −6 \| 55 3 −2 \| 61 7 1 \| 86 10 4 \| 85 9 4 \| 89 6 1 \| 66 1 −3 \| 73 −1 −6 \| 54 −4 −9 \| \| Genomsnittlig temperatur i °C (max. och min.) \| \| \| \| \| \| \| \| \| \| \| \| \| Nederbörd i mm. Årsnederbörd: 752 mm. \| \| \| \| \| \| \| \| \| \| \| \| \| Källa: DMI - Klimanormaler \| \| \| \| \| \| \| \| \| \| \| \| |           |           |          |         |        |         |        |        |         |          |          |
| J | F         | M         | A        | M       | J      | J       | A      | S      | O       | N        | D        |
| 40 −5 −10 | 47 −5 −11 | 49 −5 −11 | 47 −1 −6 | 55 3 −2 | 61 7 1 | 86 10 4 | 85 9 4 | 89 6 1 | 66 1 −3 | 73 −1 −6 | 54 −4 −9 |
| Genomsnittlig temperatur i °C (max. och min.) |           |           |          |         |        |         |        |        |         |          |          |
| Nederbörd i mm. Årsnederbörd: 752 mm. |           |           |          |         |        |         |        |        |         |          |          |
| Källa: DMI - Klimanormaler |           |           |          |         |        |         |        |        |         |          |          |

Utsikt från berget Ukkusissaq, som betyder täljsten (på danska heter det Store Malene).

Med ett läge cirka 240 km söder om norra polcirkeln är klimatet i Nuuk lågarktiskt med genomsnittstemperaturer på sju grader i juli och minus åtta grader i januari. I den södra delen av Grönland, däribland Nuuk, och inuti i de djupa fjordarna visar termometern ofta över 20° C i juni, juli och augusti. Vädret är väldigt växlande och kan variera från dal till dal i det vidsträckta fjordsystemet, som utgör Godthåbsfjorden. Sommartemperaturen är klart under vad träd behöver för att klara sig (minst 10° under den varmaste månaden). Det finns några små planterade träd som dock inte klarar sig bra.
På vintern påverkas Nuuk av varma föhn från bergen, där temperaturen ökar avsevärt inom några timmar. Stadens läge vid kusten gör att det finns mycket snö på vintern (över 70 % av årsnederbörden), som lyser upp de mörka vintermånaderna – november, december och januari. Under frostiga nätter är norrskenet mycket vanligt. Under sommarmånaderna är den längsta dagen 20,5 timmar –  i juni, juli och augusti blir det aldrig riktigt mörkt. 

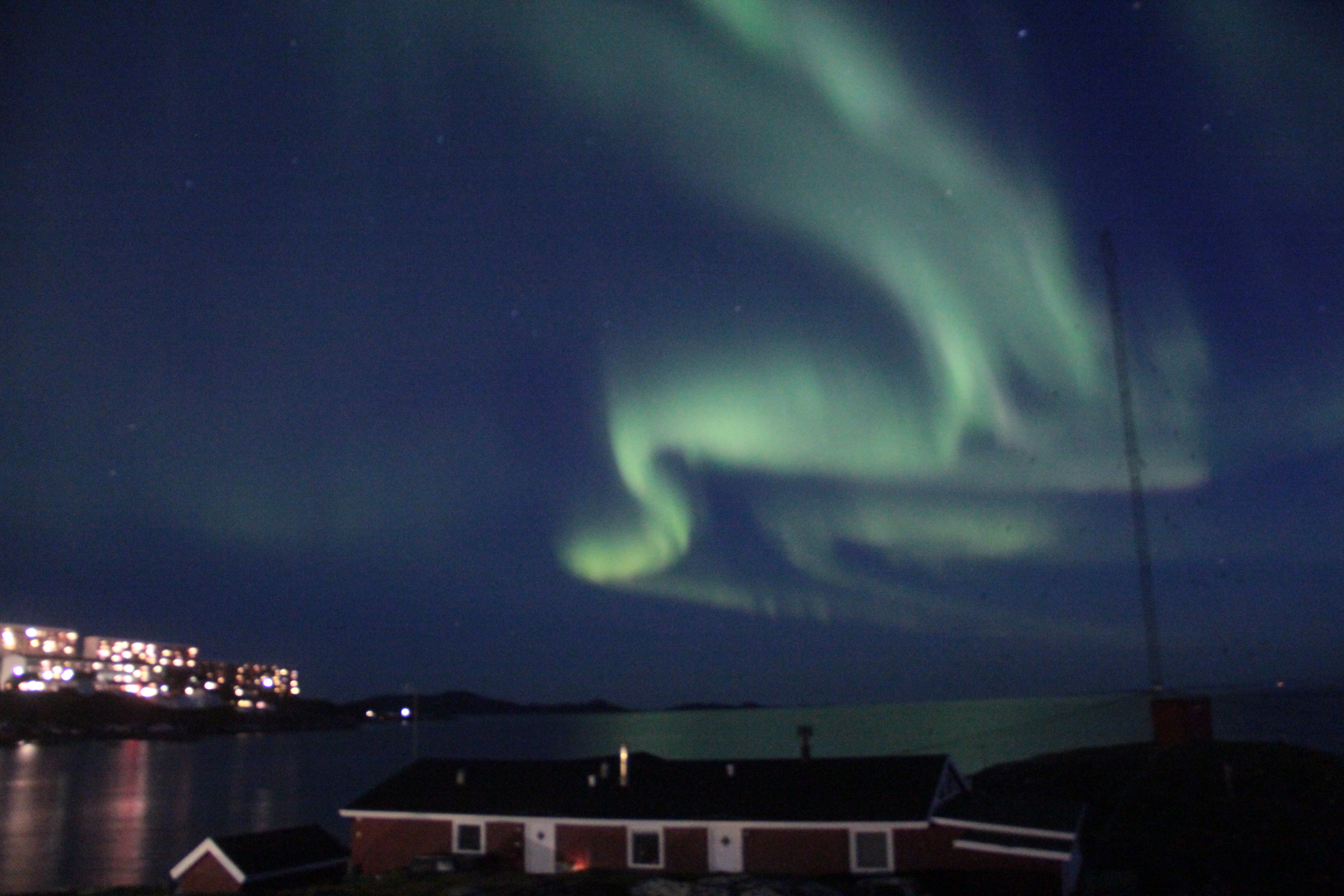
Norrsken över Nuuk.

Luften är mycket torr på Grönland, och på grund av låg fuktighet är de kalla temperaturerna under vintern inte så kalla, precis som luften på sommaren känns varmare än det är. Den låga luftfuktigheten gör också att man kan se längre än man är van med i de flesta andra länderna. Nuuk som ligger vid havet är dock fuktigare än det inre Grönland, och stormar från havet brukar ge en stark kyleffekt. Nuuk har en årsnederbördsmängd på omkring 750 mm.

## Politik och administration

### Kommunalpolitik i Nuuk

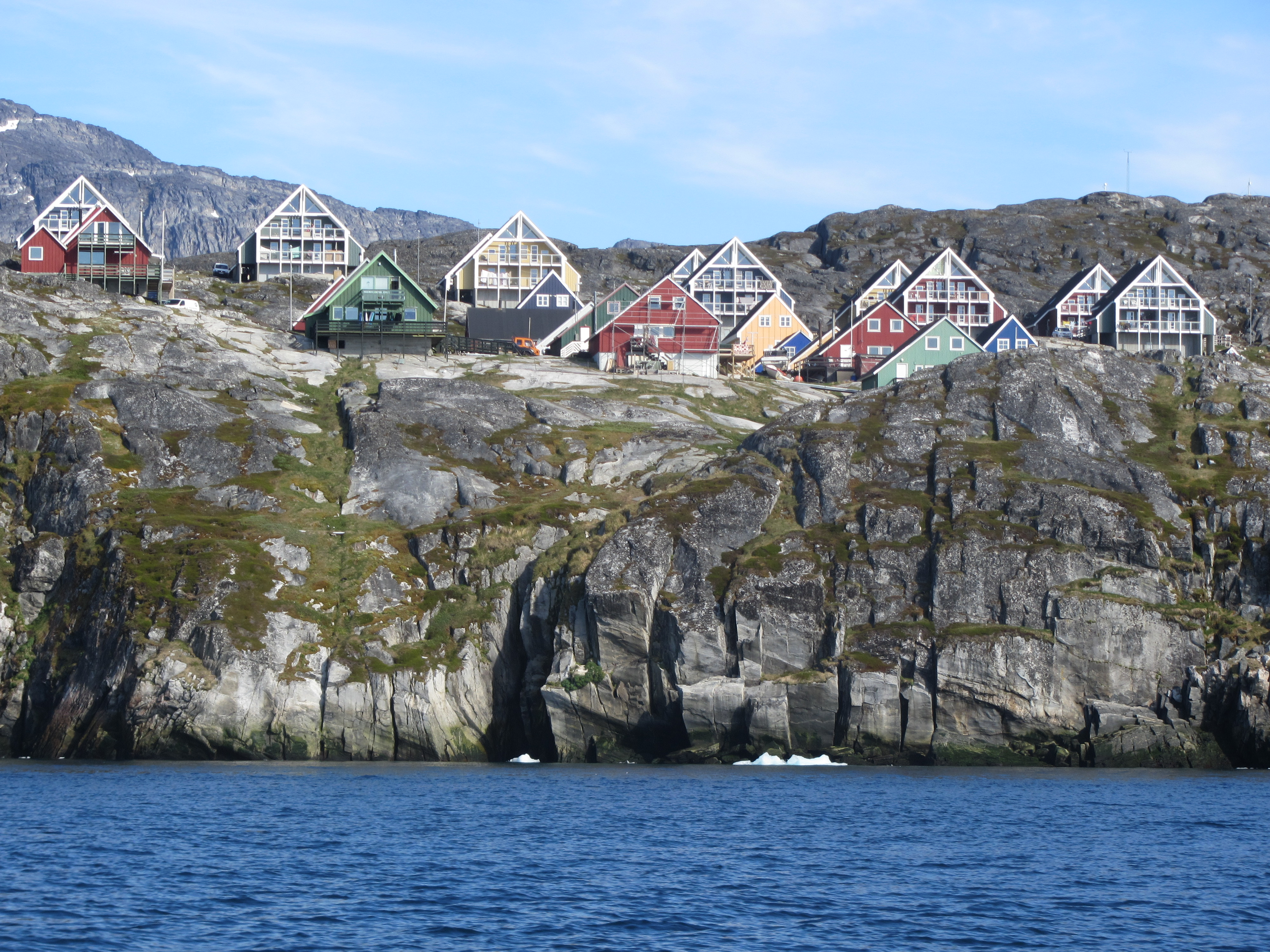
Delar av Nuuk från inloppssidan.

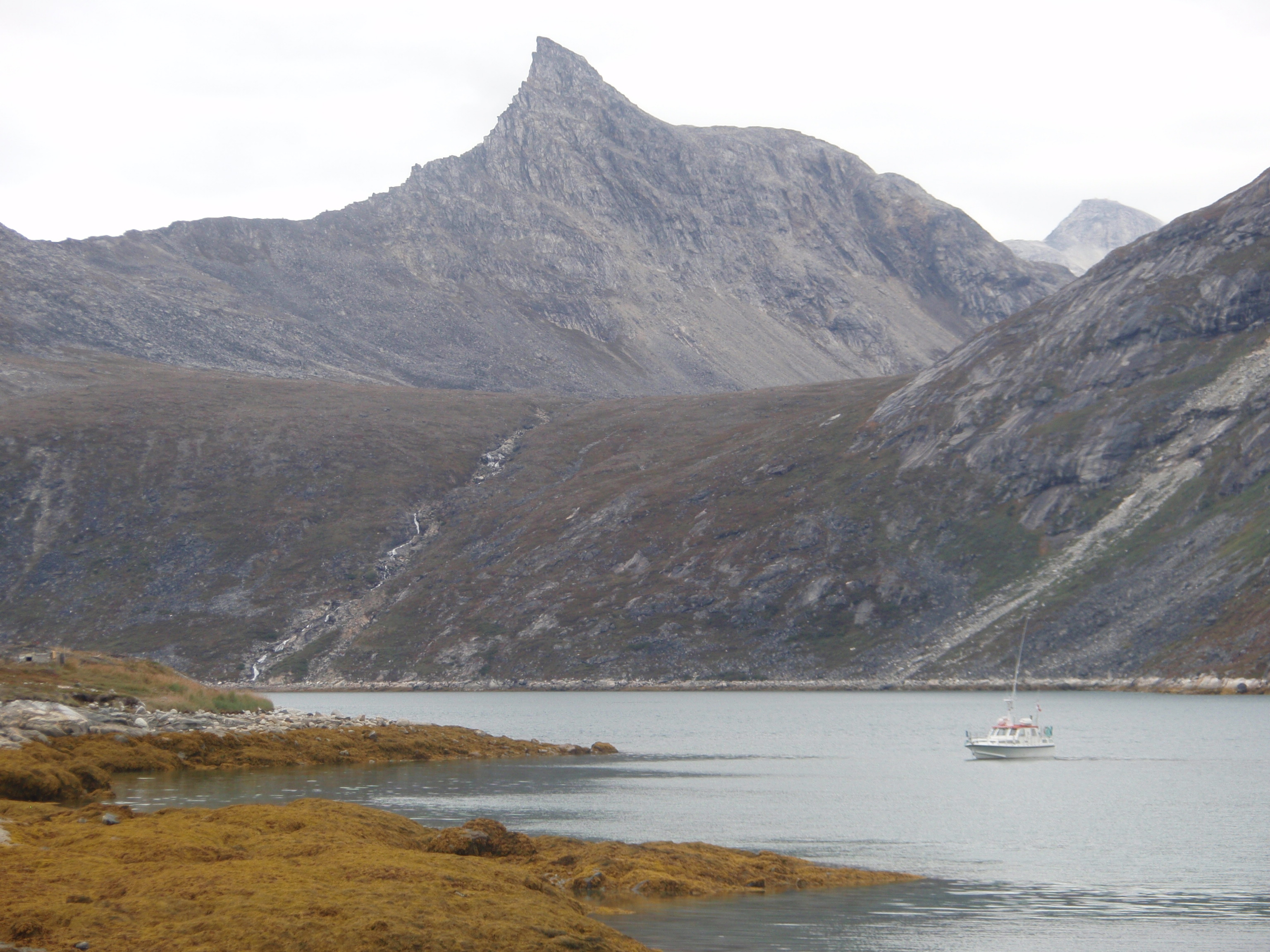
Sidfjord i Godthåbsfjorden.

Kommunens politiska ledning hanteras av borgmästaren, Asii Chemnitz Narup (IA). Borgmästaren sitter på ett mandat från 994 väljare.
Kommunen har tidigare letts av:
- 1951–1955 Nikolaj Rosing
- 1955–1963 Rasmus Berthelsen
- 1963–1967 Niels Hammeken
- 1967–1971 Rasmus Berthelsen
- 1971–1985 Peter Thaarup Høegh
- 1986–1989 Bjarne Kreutzmann
- 1989–1991 Kunuk Lynge
- 1991–1993 Lânguak Lynge
- 1993–2007 Agnethe Davidsen
- 2007–2008 Nikolaj Heinrich

Kommunstyrelsen består av 21 medlemmar, som väljs för en fyraårig period. Medlemmarna representerar inte bara Nuuk, utan också andra städer som ingår i storkommunen Sermersooq – världens näst största kommun efter sammanslagningen av de kommunala förvaltningarna i Paamiut (Frederikshåb), Ivittuut (Grønnedal), Ammassalik och Ittoqqortoormiit (Scoresbysund) den 1 januari 2009.
Medlemmarna av kommunstyrelsen valdes dock redan 2008 för en övergångsperiod, som skulle förbereda den grönländska kommunalreformen.

### Kommunens förvaltningar
Kommunen är administrativt uppbyggd av ett sekretariat, en ekonomi- och näringslivsledning, en kommunikationsförvaltning, en välfärdsförvaltning, en förvaltning för anläggning och miljöförvaltning samt en utvecklingsförvaltning.
Kommunens administration leds av en verkställande direktör. Niels Kreutzmann, tidigare direktör för Bornholmstrafikken, satt på posten i åtta månader. Thorkild Lauridsen hade posten tillfälligt, fram till Claus Steensgaard Jensen övertog den från nyåret 2010, men han avgick med omedelbar verkan från 2 maj 2010. Stine Johansen är tillförordnad direktör, den fjärde personen på posten sedan kommunens bildande. Den 15 januari 2011 tillträdde Søren Hald Møller posten som verkställande direktör. Søren Hald Møller kommer från en post som Riksombudsman i Grönland.

## Kommunikationer

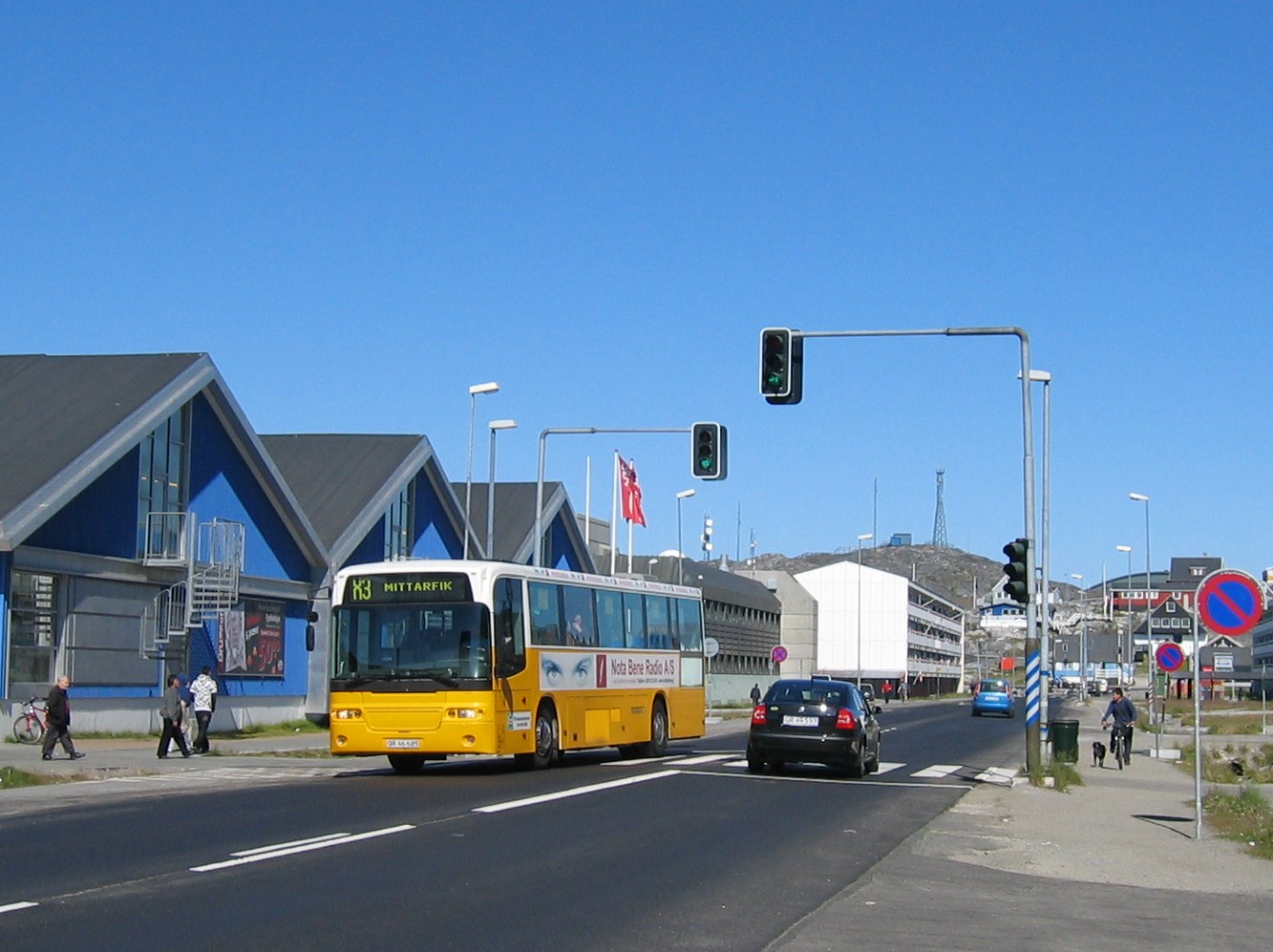
Nuuk betjänas av tre busslinjer. Här ses X3 på Aqqusinersuaq vid ett av stadens tre trafikljus.

Nuuks vägnät förbinder alla stadens delar. Pulsådern genom centrum är Aqqusinersuaq (grönländska för "stora vägen"). Två vägar leder ut ur centrum, dels H.J. Rinksvej efter den danska geografen och etnologen, dels 400-talik, som är uppkallad efter en grotta på västra sidan av vägen. Båda vägarna leder över i Eqalugalinnguit som leder mot Nuussuaq, en stadsdel som byggdes på 1980-talet. Nuussuaq förbinds med Qinngorput, som utbyggdes efter millennieskiftet, via Borgmästare Anniitap Aqqusernga, som invigdes 2008 och fick namn efter Nuuks då nyligen avlidna borgmästare, Agnete Davidsen.
Det finns bara stadsvägar i Nuuk och således inga vägar mellan Nuuk och andra städer. Transporter på större avstånd i Grönland genomförs genom antingen fartyg eller flyg. Vägnätet uppgår till 100 km, som används av 2 591 fordon.
Nuuk har två taxibolag. Nuuk Taxi hade länge varit den enda operatören i staden, men kommunstyrelsen gav 2007 Taxagut (grönländska: "Vår taxi") tillåtelse till att öppna en konkurrerande central den 8 januari 2008. Antalet taxibilar i staden i slutet av 2007 var 58.
Nuuks kommunala bussbolag Nuup Bussii betjänar staden med tre ordinära busslinjer och tre skolbussar. Nuup Bussii har 42 hållplatser fördelade över Nuuk, varav en del är försedda med vindskydd.
Nuuk har en cykelväg längs Eqalugalinnguit och har ett särskilt markerat spår för snöskotrar.
Nuuk har en småbåtshamn samt en atlanthamn, varifrån Arctic Umiaq Lines M/S Sarfaq Ittuk tar med passagerare. Royal Arctic Line har dessutom här sin kajanläggning, varifrån fartyg sänds i reguljär trafik på den grönländska kusten. Terminalen emottar fraktfartyg från Ålborg, samtidigt som yrkesfiskarna kan komma till kajen med försäljningsmöjligheter.
Nuuk flygplats har direkta förbindelser till Paamiut (Frederikshåb), Kulusuk, Maniitsoq (Sukkertoppen), Reykjavik, Keflavik, Narsarsuaq samt Kangerlussuaq (Søndre Strømfjord), varifrån det finns direkta förbindelser till bland annat Köpenhamn. Nuuk flygplats invigdes 1979 och är den äldsta av landets regionala flygplatser. Nuuk flygplats betjänas av Air Greenland och Air Iceland. 2019–2023 byggs en förlängning av landningsbanan så att flyg ska kunna gå direkt från Nuuk till Köpenhamn.

## Utbildningsinstitutioner

### Folkskolor

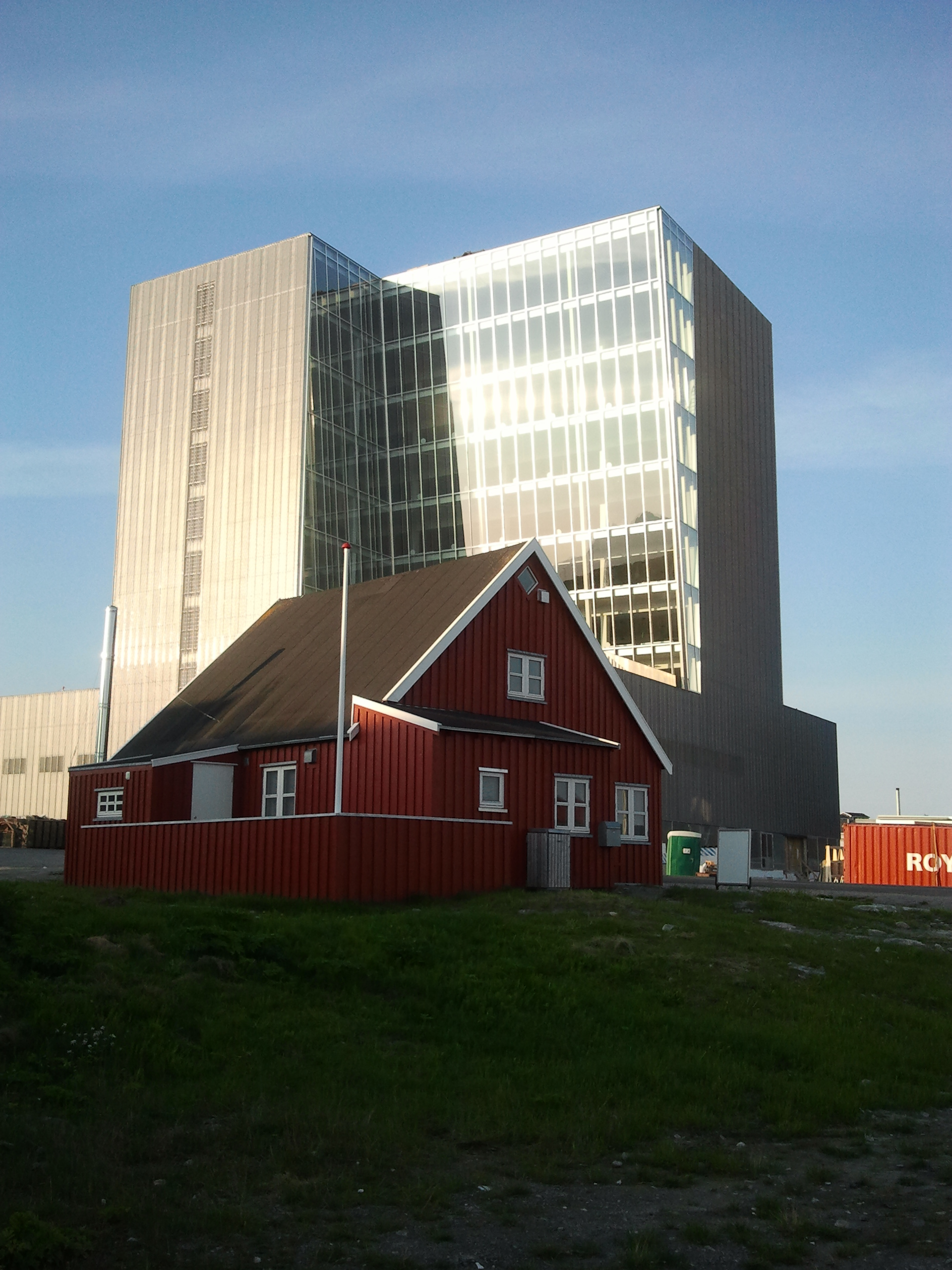
Grönlands självstyres administrationsbyggnad.

Nuuk har fem folkskolor. Atuarfik Samuel Kleinschmidt, som är uppkallad efter herrnhutermissionären, är belägen på Radiofjeldet i centrum, Ukaliusaqskolan också i centrum, Kangillinguit Atuarfiat, som ligger i Nuussuaq, liksom Nuussuup Atuarfia gör det., samt Atuarfik Hans Lynge som är placerad i den nya stadsdelen Qinngorput. Stadens friskola är belägen i Nuussuaq.
Den nationella lärarhögskolan, Ilinniarfissuaq är placerad i stadens gamla stadsdel.

### Ungdomsutbildningar
Nuuks ungdomsutbildningar kan genomföras på det allmänna gymnasiet ("GU" i dagligt tal), handelsgymnasiet och det tekniska gymnasiet. Gymnasiet ligger på C.E. Jansensvej, medan Niuernermik Ilinniarfik ligger i en blå byggnad på Aqqusinersuaq.

### Högre utbildningar

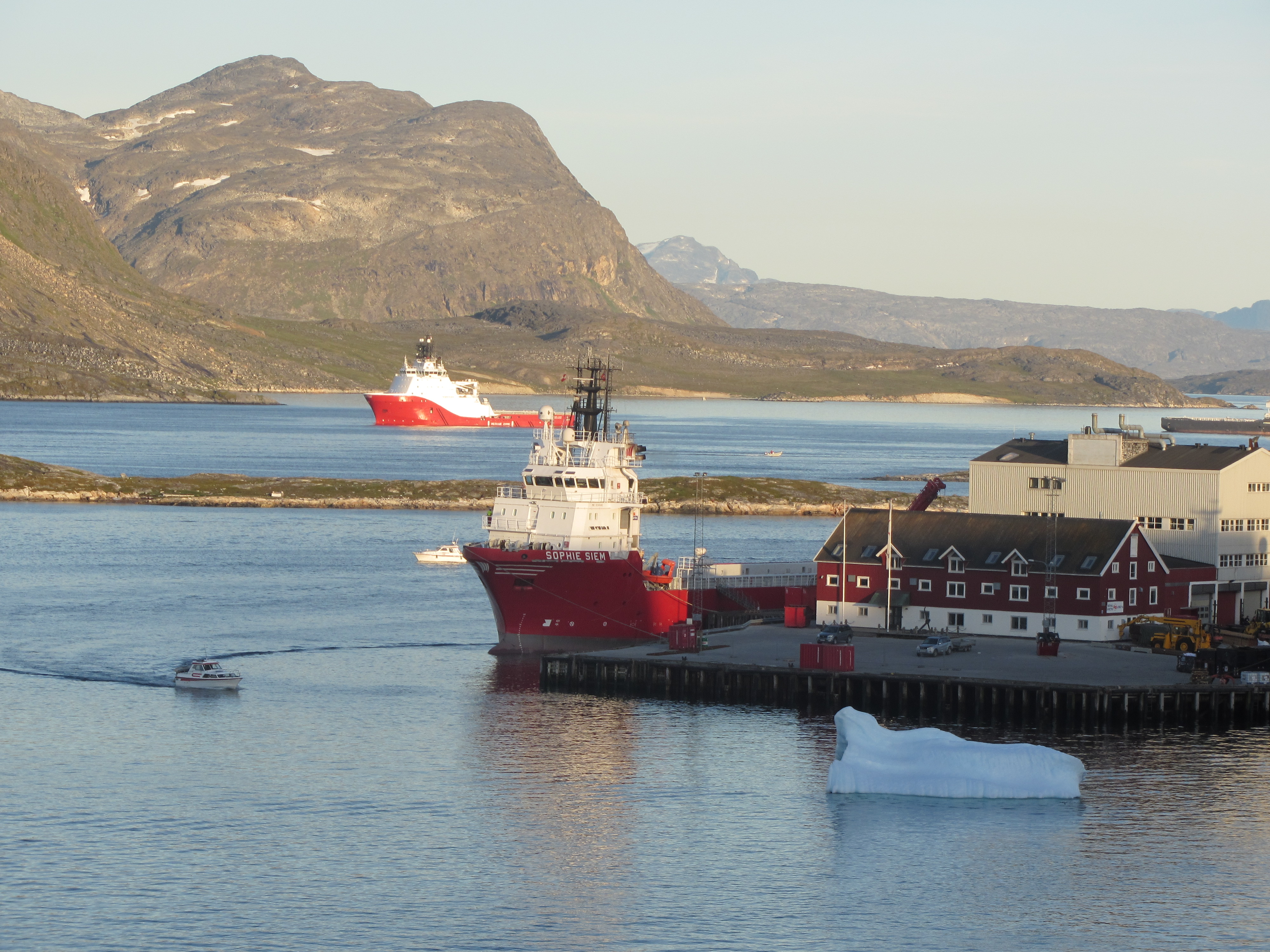
Hamnen i Nuuk.

Nästan alla Grönlands högre utbildningsinstitutioner är idag samlade i Nuuk:
- Grönlands högskola (Ilinniarfissuaq) är Grønlands äldsta utbildningsinstitution, som härstammar från 1847. Högskolebyggnaden är en symbol för staden och ingick i den tidigare Nuuks kommuns vapensköld.
- Grönlands universitet, Ilisimatusarfik ligger på Ilimmarfik, universitetsparken från 2007. Universitetet erbjuder utbildningar på bachelor- och kandidatniveau. Universitet har fyra institut, Institut för Teologi, Institut för Språk, Litteratur & Medier, Institut för Administration och Institut för Kultur- och Samhällshistoria, och leds av rektor Tine Pars och universitetsdirektören Estrid Janussen.[29]
- Järn- och Metallskolan ligger på Kuussuaq[förtydliga] och utbildar bland annat smeder, maskinarbetare, skeppsmontörer, transportmekaniker, terminalarbetare, elektriker, elektro-, elektronik-, automatik-, kontorsmaskin-, radio-, och datatekniker.
- Den grönländska socialrådgivarskolan, polisskolan och journalistskolan ligger också i Nuuk.
- Center för Hälsoutbildningar (Peqqissaaernermik Ilinniarfik) utbildar sjuksköterskor, vårdpersonal och vårdassistenter.
- Konstskolan (Eqqumiitsuliornermik Ilinniarfik)

## Kultur
Katuaq är Nuuks och Grönlands kulturhus och ska "stimulera och utveckla kulturlivet i Grönland under utförandet av en fullständig, fri och oberoende konstnärlig diskretion i samarbete med institutioner, organisationer, personer och företag. Fonden ska medverka till att sprida kunskap om nordiska konst- och kulturliv i Grönland och till grönländskt konst- och kulturliv i Norden". Katuaq har en stor sal, där det spelas teater och hålls konserter. Katuaq har dessutom en intimsal, som är centrum för föreläsningar och konstnärliga evenemang i mindre skala. Det finns ofta konstutställningar i Katuaqs lobby som används till rockkonserter.

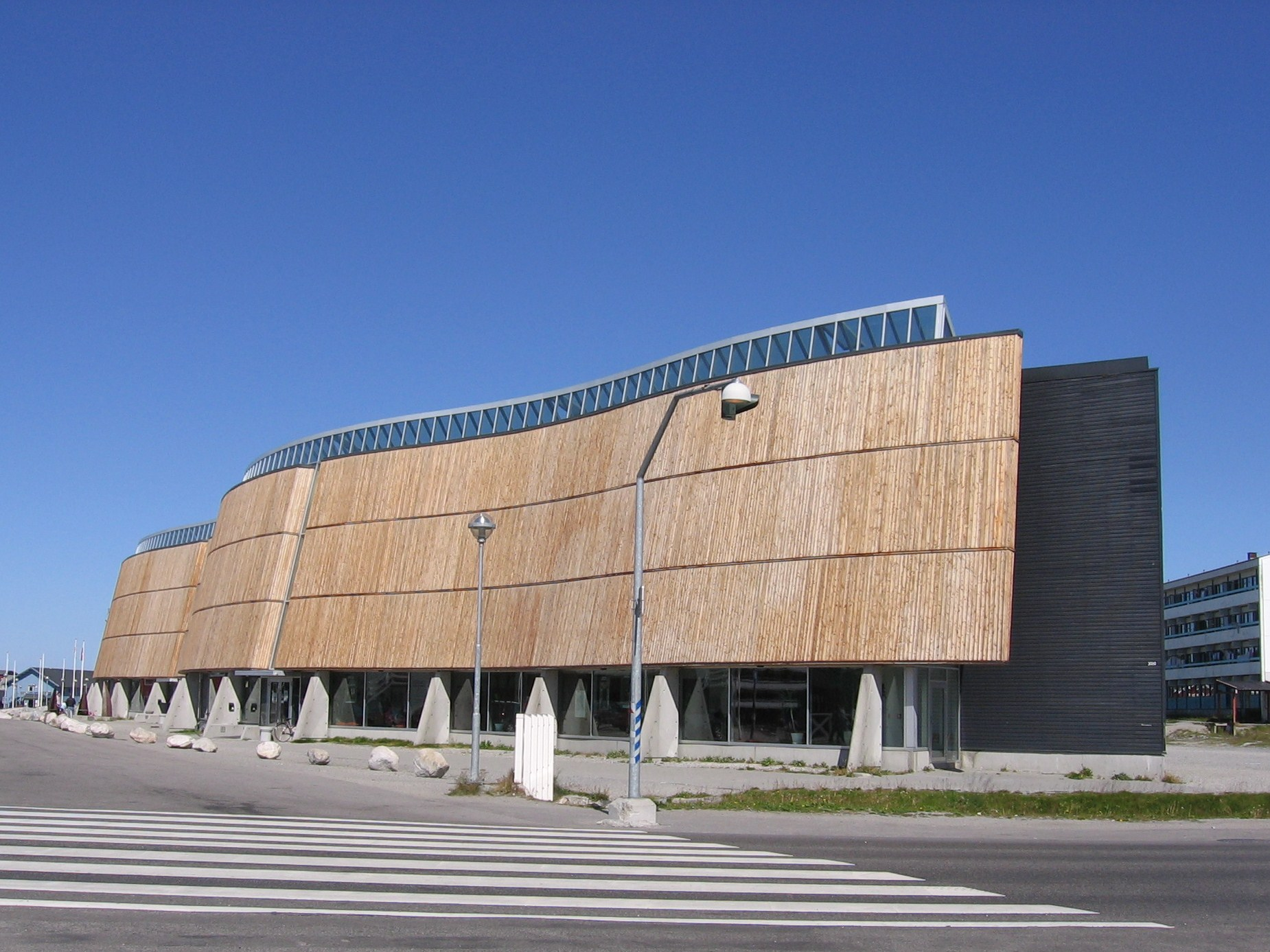
Katuaq – Grönlands kulturhus.

Katuaqs stora sal fungerar som stadens biograf Den mest populära filmen 2008 var Indiana Jones och Kristalldödskallens rike, som sågs av 2.440 gäster.
Före Katuaq invigdes fungerade församlingshuset på Aqqusinersuaq som biograf.
Nuuks konstmuseum är ett museum för grönländsk konst, grundat av entreprenören Svend Junge.
Silamiut är Grönlands professionella teatergrupp och spelar föreställningar i Katuaq och i KNR:s gamla lokaler på H.J. Rinksvej, och för att ta turen på kusten.
Grönlands nationalmuseum och arkiv tolkar Grönland och Nuuks förflutna. Museet är beläget i kolonihamnen och har utställningar om stadens och landets historia, konst och hantverk. Arkivet har 3148 löpmeter register.
Landsbiblioteket, Nunaata Atuagaateqarfia ("vårt lands boksamling"), ligger i centrum på gågatan och huseras i ett blått och grönt hus.
Bokförlaget Milik Publishing och skivbolaget Atlantic Music har också huvudkontor i Nuuk.

### Sport och fritid

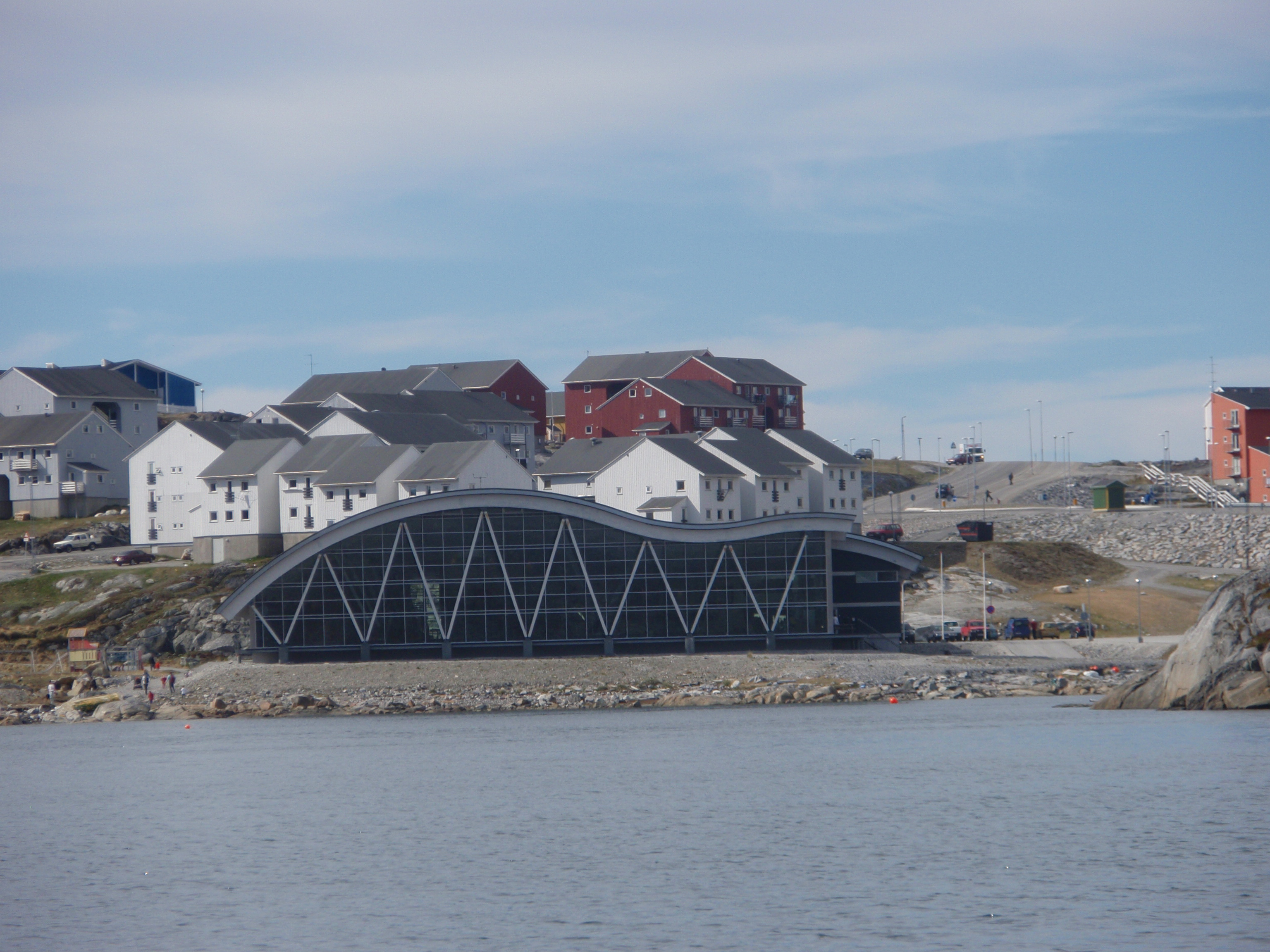
Simhallen Malik.

Nuuk har tre stora idrottshallar. De är Godthåbhallen, som hade 40-årsjubileum 2009, Nuusuaq-hallen och Inussivik, en gymnasiehall som ligger vid den gamla helikopterflygplatsen på Vandsøvej. 
Simhallen Malik, som öppnade 2004 och nådde 1 000 000 besökare 2009, ligger i Nuussuaq och är ritad av KHR arkitekter. Från simhallen finns utsikt över fjorden och bergen genom de mycket stora panoramafönstren, medan simhallen utifrån ligger i en arkitektonisk vacker och prisbelönt byggnad.
Nuuk har också goda möjligheter till skidåkning. Genom stadsdelen Nuusuaq ut till flygplatsen och omkring berget Lille Malene ligger stadens långdistansspår, medan det på samma berg finns ett alpint skidområde med tre liftar. Omkring Nuuk finns det dessutom stora områden med goda förutsättningar för helikopterskidåkning i det vilda.
Jaktklubben i Nuuk har en skjutbana för lerduveskytte och skeetskytte. Klubben arrangerar dessutom flera jaktturer om året. Särskilt på sommaren är jakt, fiske i floderna och vildmarken samt segling i det stora fjordsystemet bland de naturliga fritidsaktiviteterna i Nuuk med omnejd.
En av Nuuks stora idrottsföreningar är fotbollsklubben B-67, som har vunnit grönlandsmästerskapet i fotboll åtta gånger, senast 2010. Nuuk Stadion är hemmaarena för Grönlands landslag i fotboll. Nuuk har också en golfklubb, Nuuks golfklubb, som spelar på "sista gräsgolfbanan före Nordpolen – såvitt vi vet". (I Norge och Sverige finns mer nordliga golfbanor)

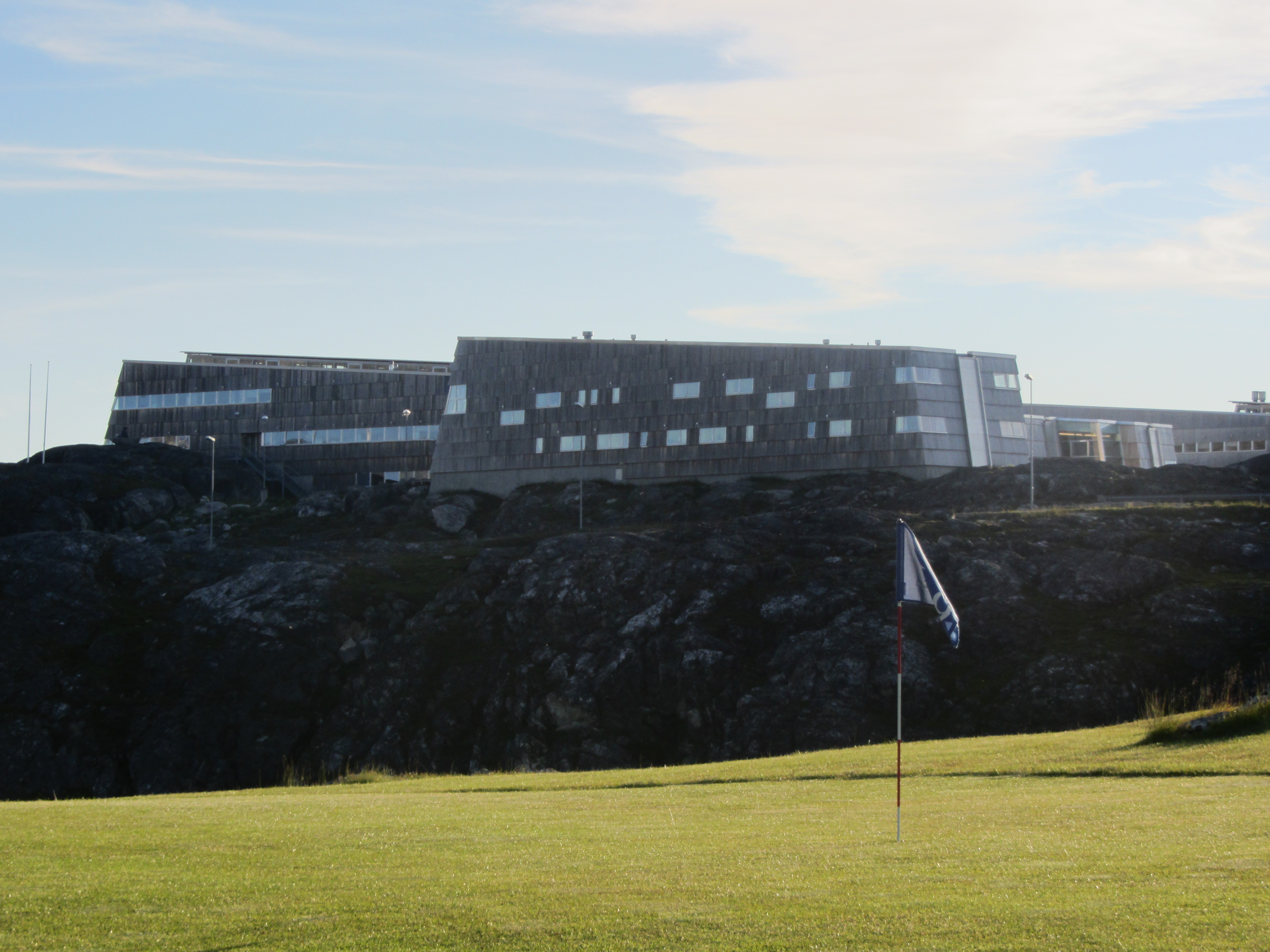
Golfbanan med universitetet i bakgrunden

GSS Nuuk har aktivitet i flera sporter. Deras herrfotbollslag har blivit grönländska mästare fyra gånger (fem om även tiden före 1971 räknas), medan herrhandbollslaget har blivit grönländska mästare 4 gånger. I volleyboll har damlaget blivit grönländska mästare 18 gånger och herrlaget blivit grönländska mästare 17 gånger.
Nuuk har varje år sedan 1990 varit värd för Nuuk Marathon.

## Vänorter
Nuuk har ett vänortssamarbete med en rad städer, sju i Norden och fyra i den övriga världen.
I Nuuk är Lyngby-Taarbæk-vej till exempel uppkallad efter den nordsjälländska vänorten, som också levererar stadens julgranar. Ålborg, från vilka varor till Grönland i första hand transporteras, är också vänort med den grönländska huvudstaden. Ålborg och Nuuk har dessutom stiftat ett näringslivsnätverk, som ska främja städernas ömsesidiga intresse av samarbete.

### Norden
- Lyngby-Taarbæk, Danmark
- Ålborg, Danmark
- Huddinge kommun, Sverige
- Vanda, Finland
- Askim, Norge
- Seyðisfjörður, Island
- Ittoqqortoormiit, Grönland

### Övriga världen
- Cuxhaven, Tyskland
- Pangnirtung, Nunavut, Kanada
- Utqiaġvik, Alaska, USA
- Changchun, Kina

Nuuk är dessutom aktiv i World Winter Cities Conference for Mayors, en sammanslutning för städer med klimatsvåra förhållanden. Nuuk var värd för konferensen 2008.